# Nick Bolton
Nicholas Bolton (Frisco, Texas, 10 de marzo de 2000), más conocido como Nick Bolton, es un jugador profesional estadounidense de fútbol americano que se desempeña en la posición de linebacker en Kansas City Chiefs, equipo de la National Football League (NFL).

## Carrera
Fue seleccionado en la segunda ronda en la Reunión Anual de Selección de Jugadores de la NFL de 2021. Hizo su debut profesional con el equipo Kansas City Chiefs, donde lleva jugando cuatro temporadas.